# Cristian Machado
Cristian Machado (Río de Janeiro, Brasil, 23 de julio de 1974) conocido por ser Vocalista de Lions at the Gate y por haber sido vocalista de la banda Ill Niño. Además de haber tocado con "Headclamp" y "La Familia", ha hecho apariciones en el álbum de Soulfly "3" "The Mourning After" de 40 Below Summer y en el "Roadrunner United All Star Sessions" con el sencillo "No Más Control"

## Infancia
Cristian, hijo de un músico brasileño, pronto se mudó a Venezuela junto a su madre. En 1986 se muda a Nueva Jersey donde pasa el resto de su adolescencia. Como lo reflejan la mayoría de las letras de su aclamado LP "Unframed". Por ejemplo: I've seen your face in pictures with names that never were framed; I was just nineteen. Conoció a su padre recién cumplidos los 19 años, tras una llamada por parte de éste. Su madre le había dicho durante toda su vida que su padrastro era su padre biológico.

## Influencia musical
La mayor parte de las composiciones de Cristian son influenciadas por una infancia marcada sin un padre y creciendo en duras condiciones a nivel psicológico debido a esto. A través de su vida, conocería gente que dejaría un gran impacto en él, y reflejarían en su música como aquellas personas han mejorado o complicado su vida.

## Misceláneo
- Usa el micrófono de Dave Williams de Drowning Pool. Eran buenos amigos y ambos construyeron una gran amistad mientras completaban el tour Jägermeister. Después de la muerte de Dave, su familia entregó el micrófono a Cristian en un signo de respeto.

- Colaboró con su voz en la canción de Roadrunner United "No Más Control", para el álbum The All-Star Sessions, junto a Dino Cazares, Fear Factory, entre otras colaboraciones en directo y en álbumes.